# ポーランド立憲王国

ポーランド王国
Królestwo Polskie (ポーランド語)
Царство Польское (ロシア語)

1815年のポーランド王国とロシア帝国（薄緑色）

ポーランド立憲王国（ポーランドりっけんおうこく）は、ポーランドを支配していた国家の1つである。1815年、ウィーン会議によってナポレオン・ボナパルトのワルシャワ公国に代わって設置された。ロシア皇帝が国王を兼ねる、帝政ロシアの衛星国である。
正式な国名はポーランド王国であったが、以前に存在していたポーランド王国と紛らわしいため「立憲王国」と呼ばれることが多い。また、ウィーン会議の結果生まれた王国なので、会議王国の呼称が使われることもある。

## ウィーン体制樹立
ナポレオン没落後（1814年 - 1815年）、西欧諸国は欧州秩序再構成のためウィーン会議を開催した。オーストリア帝国外相クレメンス・メッテルニヒが主催したこの会議では、以下のことが定められた。これをウィーン体制と呼ぶ。
- フランス・スペイン・ナポリ - タレーラン＝ペリゴールの提言した「正統主義」に基づき、ブルボン朝の政権を復活（王政復古）。
- イギリス - オランダからケープ植民地とセイロン島の領有権、フランスからマルタ島を獲得。
- オーストリア - 北イタリア（ヴェネツィア・ロンバルディア地方）の領有権を獲得。ベルギー地方をオランダに割譲。ドイツ連邦の議長となる。
- プロイセン - ドイツ連邦に加盟、ラインラントを取得。ポンメルンとザクセン北部を獲得。
- ドイツ連邦 - ライン連邦を廃止して設置、オーストリア帝国が議長となる。
- ロシア - フィンランド大公国を承認、皇帝はポーランド立憲王国の国王を兼任。オスマン帝国からベッサラビアを獲得。
- スウェーデン - フィンランドをロシアに割譲する代償に、ノルウェーと同君連合を組む。
- ポーランド - ワルシャワ公国を廃止、大部分をポーランド立憲王国の領土とし、ロマノフ朝のロシア皇帝がポーランド王を兼任する。
- スイス - 永世中立国となる。
- オランダ - ベルギー地方を併合し、立憲君主制となる。一部の植民地をイギリスに割譲。
- ベルギー - オーストリアに代わりオランダが領有権を取得。その後1830年に独立、オランダと同じく立憲君主制をとる。

### ウィーン体制の動揺とロシアの専制政治
初期のポーランド立憲王国は名目上ロシア帝国との人的同君連合という形態をとり、大幅な自治を有する上、ロシアの支配にも間接的に従属する程度であった。しかし立憲王国の憲法が次第にロシア当局に無視され始め、自治や自由も徐々に削減されていき、最終的にはロシアの完全なる従属国と化した。その後からロシア皇帝は専制政治を行い、ポーランドの民族及び民族運動を徹底的に弾圧するようになっていった。
1825年12月になると、ロシア皇帝アレクサンドル1世が死去し、弟のニコライ1世が即位した。アレクサンドルの在位中からニコライは反動的な思想で知られていたので、サンクトペテルブルクでデカブリストの乱が起きた。これによりニコライはかえって反動的になり、ポーランドも含めて厳しい専制政治を敷くようになった。1832年に立憲王国の政体は廃止されロシアの直轄統治とされた。
こうした動きに反対し、ポーランド人は1830年に十一月蜂起、1848年にも民族蜂起を起こしたが、いずれも鎮圧された。この時に1万人にのぼるポーランド人が亡命し、国外からのロシアからの解放運動を繰り広げていった。

### クリミア戦争後
クリミア戦争の最中にニコライ1世は病死し、長男アレクサンドル2世がロシア皇帝に即位した。戦争自体は引き分けの形に持ち込むことができたものの、ロシアの後進性を悟ったアレクサンドルは、ロシアの近代化改革に着手することになった。
アレクサンドル2世は農奴解放令など、ロシアにとって画期的な政策を打ち出したが、実際にはロシアの農民は非常に貧しかったので、ミールと呼ばれる農村共同体に従属して耕作せざるを得ない者がほとんどであった。
また、エカチェリーナ2世の改革にもみられるように、「上からの」改革は被支配階層のさらなる示威行動を引き起こし、結果として反動専制政治に逆行する危険性を持ち合わせている。この場合も、アレクサンドルの自由化改革に乗じて、1863年1月ポーランド貴族（シュラフタ）は民族蜂起を起こした（一月蜂起）。だが運動は鎮圧され、かえって専制政治が強化された。このような状況下でスウェーデン＝ノルウェー王カール15世はポーランドの情勢に心を痛め、また隣接する大国ロシアを牽制する意図もあり、フランスなどにロシアに対する十字軍を立案したが、この計画は自国政府によって破棄された。また、他の欧州諸国もポーランド人の救済に手を貸すことはなかった。

### ロシア支配の終焉
1832年よりロシアに実質的に支配されたポーランドは、1917年3月15日、ニコライ2世が退位したことにより、国家元首であるポーランド王の座は空白となった（ただし現在ではそれ以前のポーランド分割そのものが当時のポーランド王国の憲法である5月3日憲法に違反した不法行為であるという認識が定着しており、ポーランド立憲王国の王位は現在では正式なポーランド王とは認められていない）。その後、第一次世界大戦中ドイツで収容されていたユゼフ・ピウスツキが帰国し、1918年11月ポーランド共和国が成立する。

## 国王
君主はいずれも、ロマノフ朝のロシア皇帝が兼任した。年号は在位年を示す。
1. アレクサンドル1世（1815年 - 1825年）
2. ニコライ1世（1825年 - 1832年）